# ستاد عمان الدولي
ستاد عمان الدُّولي هو ملعب كرة قدم يقع في مدينة الحسين الرياضية في العاصمة الأردنيّة عمان، ويكتسي بالعشب الطبيعي ويتسع لخمسة وعشرين ألف متفرج، يُعتبر الإستاد أهم مرافق المدينة الرياضية والتي يبلغ عدد بواباتها الرئيسية أربع بوابات، ويضمّ موقف للسَّيارات يتسع إلى خمسة آلاف سيارة، مدرجات الإستاد تتكون من 3 درجات لها تسعة مداخل للجماهير، المنصّة الرئيسة لها أربعة مداخل، والدرجة الثانية لها مدخل واحد، والدرجة الثالثة ولها أربعة مداخل، يُعد ستاد عمان الدولي من أفضل ملاعب كرة القدم الأردنية من حيث السعة والسمعة ونوعية العشب وراحة المقاعد والمظلة، ويحتوي على كافة المرافق اللازمة، وقد تم تصنيفه أوائل العام 2014 ضمن التصنيف (أ) من قبل الاتحاد الآسيوي لكرة القدم.
الملعب مخصص لمباريات المنتخب الأردني ونادي الفيصلي، ويقام عليه أغلب المباريات النهائية المحلية، استضاف الإستاد العديد من الفعاليات والأحداث الرياضية محلياً وعربياً وآسيوياً. بدأ بناء الإستاد عام 1964 واُفتتح عام 1968. خلال عقديّ الثمانينيات والتسعينيات من القرن العشرون كانت أرضية الملعب مفروشة بالعشب الصناعي (الترتان)، واستُبدلت عام 1999 بالعشب الطبيعي، بالإضافة إلى لعبة كرة القدم يستخدم الإستاد كذلك لفعاليات ألعاب القوى لوجود مضمار دولي يحيط أرضية الملعب، وكذلك تم استخدام الإستاد في عدة مناسبات غير رياضية.

## التاريخ

### البدايات 1962-1980

ستاد عمان الدولي قُبيل إحدى مباريات قطبي الكرة الأردنية ناديّ الوحدات والفيصلي

حتى أوائل عقد 1960 لم يكن في الأردن ملعب دولي ذو تجهيزات عالية لاستقبال مباريات الدوري الأردني ومباريات المنتخب الأردني، وكانت المباريات تُقام على ملاعب ترابية غير مكتملة التجهيزات أهمها ملعب المحطة في منطقة ماركا شرق العاصمة الأردنية عمان، ونظراً للحاجة الماسة لوجود ملعب رسمي ذو تجهيزات مميزة تقام عليه المباريات وعدد من الفعاليات الرياضية والوطنية، فقد بادرت القيادة الأردنية آنذاك ممثلة في الملك الحسين بن طلال في إنشاء المدينة الرياضية والتي تحتوي على ملعب دولي سُمي ستاد عمّان الدولي، وكان ذلك عام 1962 لتلبية احتياجات قطاع الرياضة والشباب في الأردن، وكان تمويل المدينة الرياضية من الهدايا والنقوط التي تلقاها الملك الحسين بمناسبة زواجه من الأميرة منى والدة الملك عبد الله الثاني بن الحسين، وقد قدرت قيمة تلك الهدايا بثلاثمائة ألف دينار أردني، لكنها لم تكن كافية لتمويل مشروع المدينة الرياضية وهو ما دع الحاجة حينها إلى إقرار قانون ضريبة المدينة الرياضية لتغطية كافة التكاليف التي بلغت مليون وربع المليون دينار أردني، بدأ العمل بمشروع المدينة الرياضية والإستاد عام 1964، وتم إنجاز بناء الإستاد عام 1968 وافتتح بذات العام بمباراة حضرها الملك الحسين جمعت منتخبي الأردن ومصر، وكان محمد عوض أول لاعب أردني يحرز هدفاً علية.
عام 1970 شهدت أول مباراة على الإستاد تحت الأضواء الكاشفة وجمعت المباراة ناديّ الفيصلي والعربي، شهد الإستاد عام 1976 أول مباراة تجمع بين فريقيّ الفيصلي والوحدات اللذان أصبحا لاحقاً قطبين للكرة الأردنية والرافديّن الرئيسيين في تزويد المنتخب الأردني باللاعبين.

### عهد الترتان 1980-1999

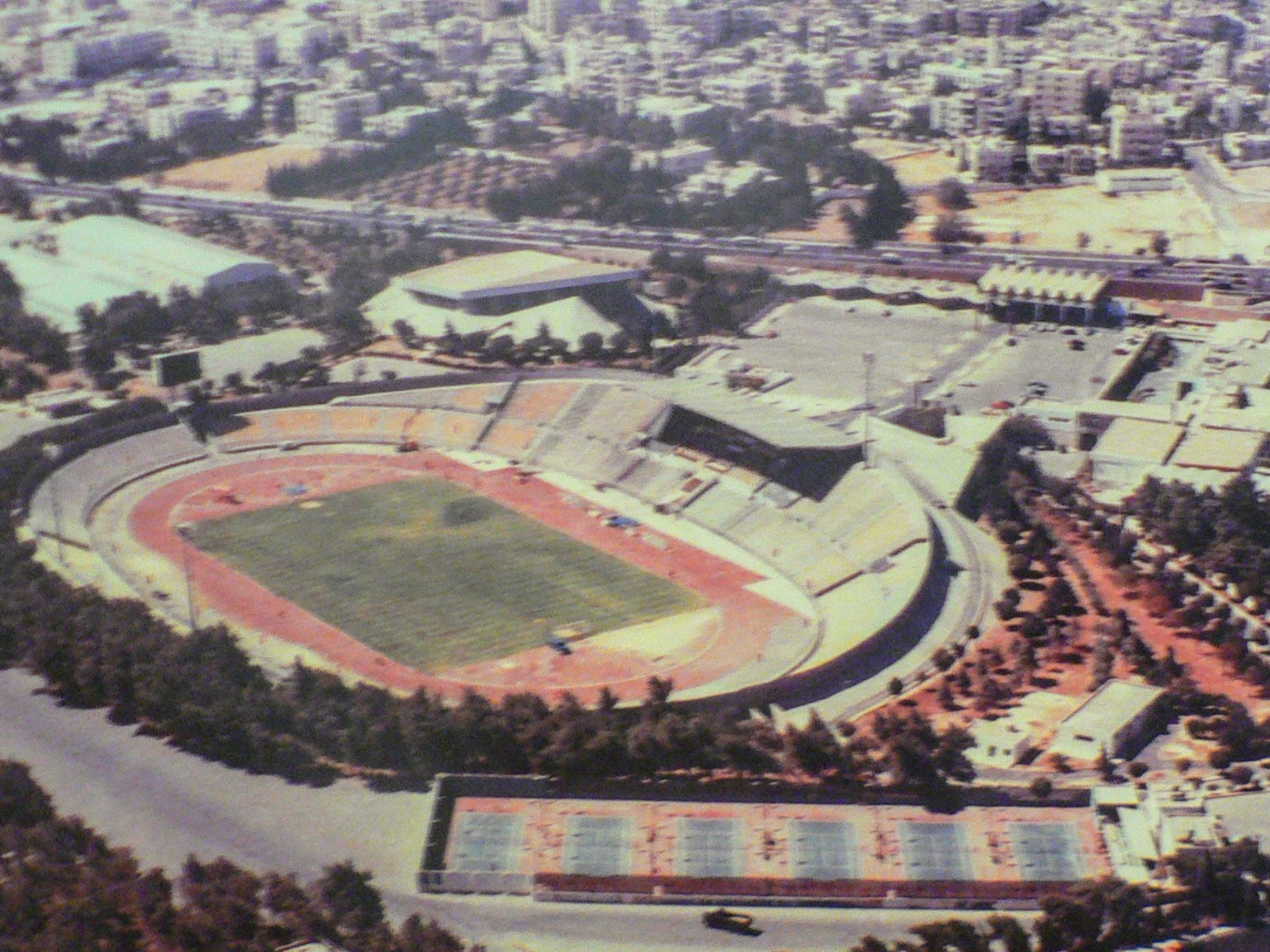
صورة جوية لاستاد عمان الدولي في الثمانينات.

أوائل عقد الثمانينيات تم استبدال أرضية الملعب بمادة الترتان بدل العشب الطبيعي، وقد ساهم فرش أرضية الملعب بالترتان كرة القدم الأردنية اللعب في جميع الظروف المناخية خلال هطول الأمطار الشديدة وتساقط الثلوج بعد أن كانت تُمارس كرة القدم خلال فصليّ الربيع والصيف، ورغم وجود اعتقاد سائد أن الترتان أحد أسباب إصابة لاعبي الكرة والحكام بغضروف الركبة غير أنه لم تسجل أية إصابة بالغضروف بسبب نوع الأرضية، أوائل العقد 1980 شهدت كذلك استحداث الاتحاد الأردني عدة بطولات جديدة أُضيفت لبطولة الدوري وهي بطولة كأس الأردن عام 1980 وكأس الكؤوس عام 1981 وبطولة الدرع عام 1982 وأقيمت العديد من مباريات تلك البطولات على الاستاد.
في الخامس عشر من أذار عام 1985 شارك المنتخب الأردني لأول مرة في التصفيات المؤهلة إلى كأس العالم، ولعب أول مباراة في التصفيات المؤهلة لكأس 1986 مع منتخب قطر كان مسرح تلك المباراة ستاد عمّان الدولي، صيف عام 1988 شهد الإستاد بطولة كأس العرب الخامسة لكرة القدم، خلال صيف عام 1992 استضاف الإستاد عدد من مباريات بطولة الأردن الدولية من بينها المباراة النهائية التي جمعت منتخبيّ الأردن ومنتخب العراق وانتهت بفوز منتخب الأردن بنتيجة 2-0.

### العودة إلى العشب الطبيعي 1999- إلى الآن
قُبيل إقامة دورة الألعاب العربية عام 1999 التي استضافها الأردن استبُدلت أرضية الملعب بالعشب الطبيعي من جديد بعد عقدين من أرضية الترتان الاصطناعية، واستضاف الإستاد عدد من منافسات كرة القدم من بينها المباراة النهائية وفعاليات ألعاب القوى إضافة إلى حفليّ افتتاح وختام الدورة، أُغلق الإستاد أكثر من مرة لأعمال الصيانة أعوام 2006، 2010 و2014، في الخامس من ديسمبر عام 2013 اختارت اللجنة التنفيذية للفيفا الأردن لنيل استضافة كأس العالم للسيدات تحت 17 سنة خريف عام 2016. وخلال عاميّ 2014 و2015 أضيفت للإستاد مقاعد بلاستيكية لراحة الجمهور ولوحة إلكترونية وعدد من الإضافات الأخرى استعداداً لاستضافة الأردن تلك البطولة، حصل الإستاد على التصنيف (أ) من قبل الاتحاد الآسيوي لكرة القدم مطلع عام 2014 بعد تحقيقه لمتطلبات الاتحاد الآسيوي للحصول على ذلك التصنيف والذي تم استيفاء شروط الحصول علية بعد رفع درجة إضاءة الملعب وإضافة مقاعد بمواصفات عالية وزيادة كابينات المعلقين.

## التجهيزات

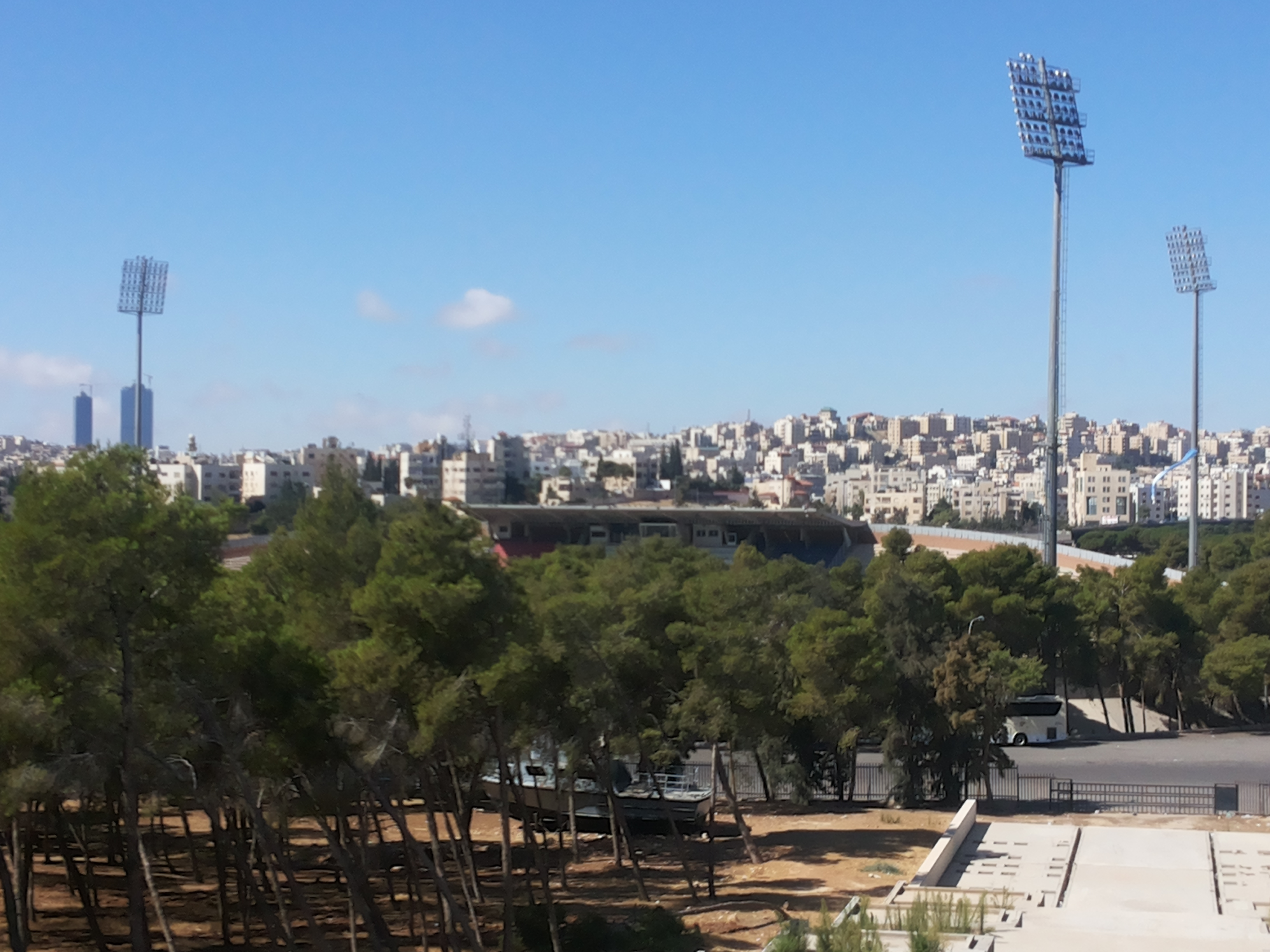
ستاد عمان الدولي عن بعد

تبلغ مساحة الأرض التي يتواجد عليها ستاد عمان الدولي ثمانية دونمات والبناء مصمم على شكل بيضوي، أرضية الملعب منجلة من العشب الطبيعي تحيط بالإستاد أشجار السرو، أهم تجهيزات الإستاد هي:-

### المدرجات
يتسع الاستاد إلى 25 ألف متفرج كحد أعلى ويتكون من ثلاثة درجات، الأولى وتشمل المنصة الرسمية تضم مقصورة لكبار الزوار تتسع إلى مئتي شخصاً وستون صحفياً ومكان خاص لرجال الأعمال، وهي مزودة بخدمة الإنترنت تتسع الدرجة الأولى لنحو أحد عشر ألف متفرج كحد أعلى، الدرجة الثانية تتسع لحوالي خمسة آلاف متفرج والثالثة تتسع إلى ثمانية آلاف متفرج كحد أعلى، المقاعد بلاستيكية بُدأ العمل بتركيبها خلال عام 2013، لزيادة راحة الحضور وتلبية لمتطلبات الفيفا بعد أن كانت المدرجات إسمنتية، المدرجات متصلة فيما بينها بالبناء تفصل بينها حواجز حديدية، تم إزالة الحواجز الحديدية الفاصلة بين المدرجات والملعب أوائل العام 2016 تنفيذا لمتطلبات الفيفا، والمدرجات مشمولة بالمرافق الضرورية كمرافق الصرف الصحي.

### أرضية الملعب والمضمار
أرضية الملعب منجلة من العشب الطبيعي، أبعاد الملعب طول 110 متر بعرض 74 متراً، تم استبدال نوع العشب أواخر سنة 2014 بنوع حسب المواصفات العالمية ومتطلبات الفيفا وقد تم استيراد العشبة الرئيسية من الولايات المتحدة، يخضع النجيل للقص والتسميد والري وفق الية مبرمجة من خلال الكمبيوتر، والنجيل مربوط ببئر ماء لتلبية احتياجاته من الري، ويتوفر ماكنة قص خاصة ومضخات ري وسقاية وشبكة تصريف المياه وجميع المتطلبات اللازمة للحفاظ على الأرضية، يحيط أرضية الملعب مضمار دولي لألعاب القوى، تم إعادة تأهيل المضمار وتركيب مضمار جديد خلال عملية الصيانة الأخيرة للإستاد أوائل العام 2015.

### تجهيزات اللاعبين والحكام والإعلاميين
يضم الإستاد أربعة غرف غيار للاعبين مزودة بوسائل التدفئة والتبريد تتناسب مع تغيرات المناخ على امتداد العام، والممرات التي تؤدي للملعب مطاطية، مقاعد البدلاء وهي على مستوى أرضية الملعب بالقرب من المنصة الرسمية، ويوجد غرفة طبية وأخرى لفحص المنشطات، ويوجد غرفة خاصة للياقة البدنية، ويضم كذلك جناح خاص للحكام، وخمسة كابينات للمعلقين واستديو تحليلي للمباريات، بالإضافة إلى مركز إعلامي متطور في ملحق ملاصق للإستاد.

### تجهيزات أُخرى
من أهم التجهيزات الأُخرى للإستاد شاشة إلكترونية على يمين مقصورة كبار الزوار، وغرف خاصة لكاميرات المراقبة والتحكم بالإضاءة والصوت وأعمال السكرتارية، وأضواء كاشفة بقوة 1200 واط.

## أهم الأحداث التي استضافها

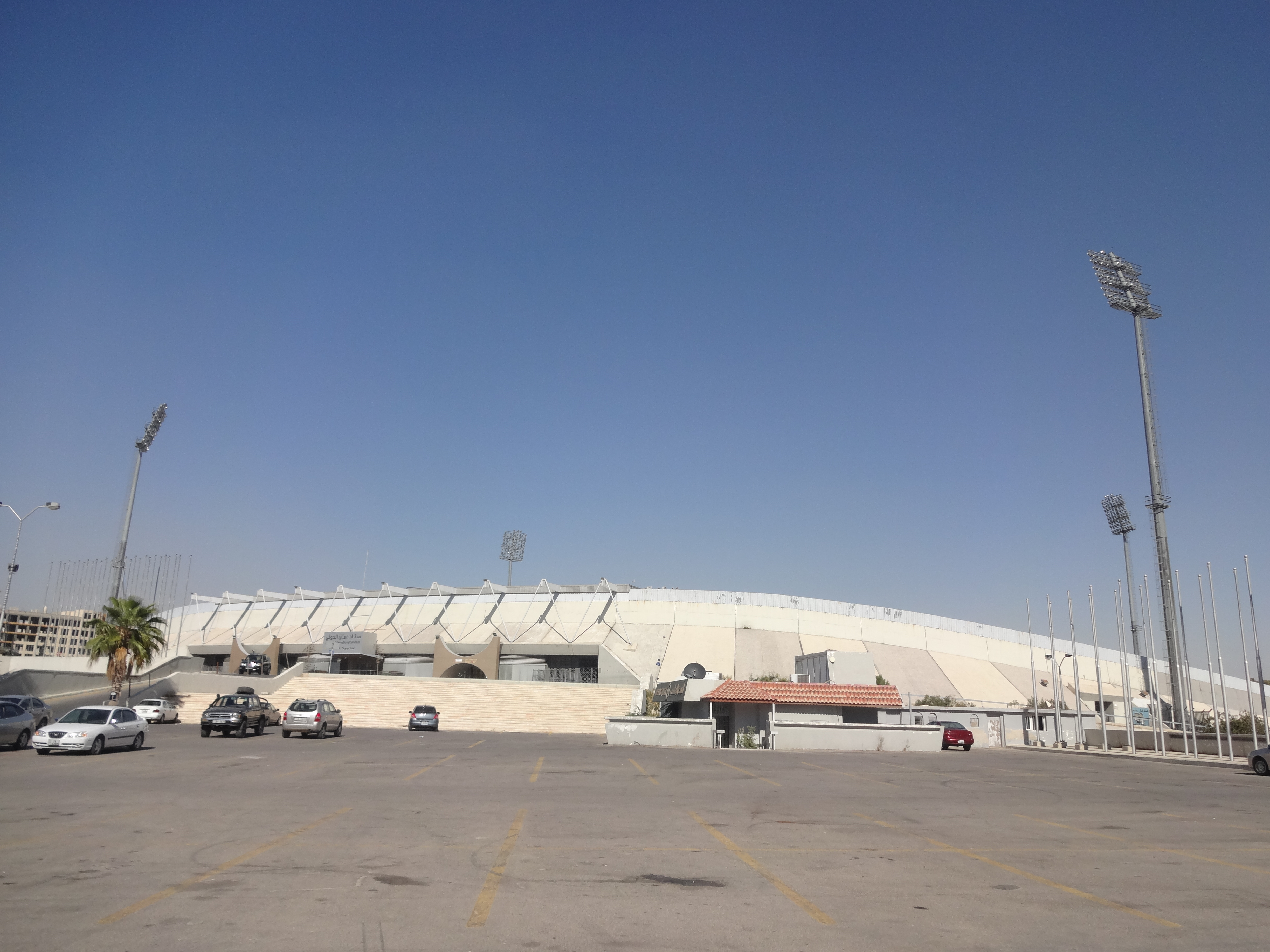
ستاد عمان الدولي

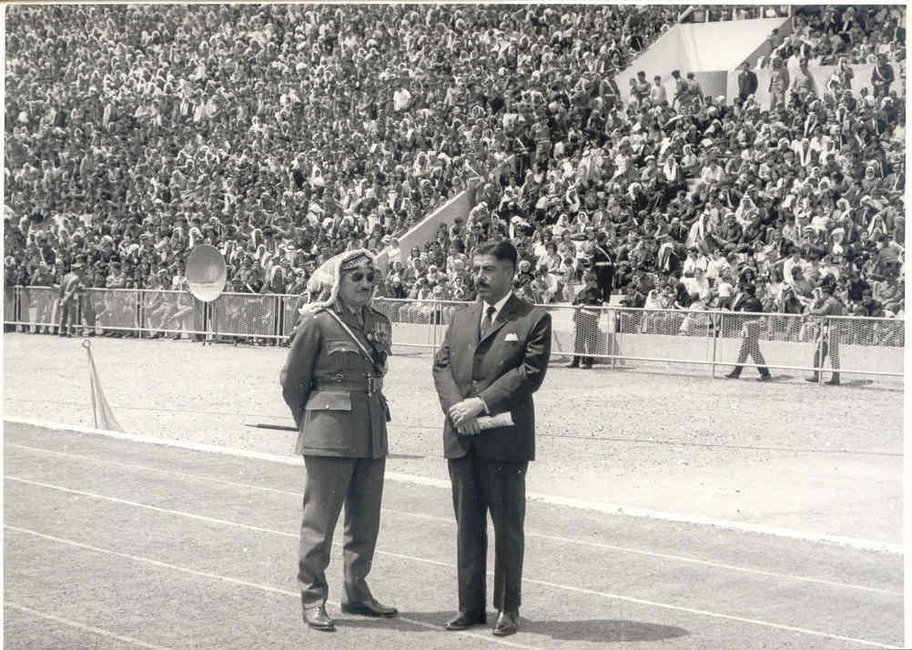
ستاد عمّان صيف عام 1971 ويظهر في الصورة رئيس الوزراء وقائد الجيش آنذاك في إحدى المناسبات الوطنية

استضاف الإستاد عدداً من الأحداث والفعاليات الرياضية والوطنية والدينية، من أهم هذه الأحداث:

### الأحداث الرياضية
- كأس العرب لكرة القدم 1988.[28]
- البطولة العربية للأندية الفائزة بالكؤوس 1996.[29]
- دورة الألعاب العربية 1999.[30]
- البطولة العربية لألعاب القوى عاميَ 2003 و2007.[31]
- بطولة اتحاد غرب آسيا للسيدات عاميّ 2005 و2007.[32][33]
- بطولة غرب آسيا لكرة القدم عام 2007.[34]
- نهائي كأس الاتحاد العربي للأندية 2007.[35]
- نهائي كأس الاتحاد الآسيوي عام 2007.[36]
- بطولة آسيا لألعاب القوى عام 2007 [37]
- نهائي كأس العالم للسيدات تحت 17 سنة في عام 2016 وعدداً من مباريات البطولة.[38][39]
- بالإضافة إلى العديد من المباريات الهامة للمنتخب الأردني والأندية الأردنية.

### أحداث غير رياضية
- استضاف الإستاد كذلك العديد من الأحداث الوطنية الأردنية.[40]
- أداء صلاة الاستسقاء عدة مرات داخل الإستاد كان آخرها أوائل شهر شباط من عام 2014.[41]
- استضاف كذلك عدداً من الأحداث الدينية المسيحية من بينها زيارة البابا يوحنا بولص الثاني عام 2000 والبابا بندكت السادس عشر عام 2009 والبابا فرنسيس عام 2014 خلال زياراتهم للأردن.[42]
- إقامة حفلات تخريج الطلبة الجامعيين لبعض الجامعات الأردنية في الإستاد.[43]

## أرقام قياسية
رغم أن سعة الإستاد بحدها الأعلى تستوعب إلى 25 ألف متفرج، غير أن الحضور فاق ذلك العدد في مناسبات عديدة ومن أهم تلك المباريات والأحداث ما يلي:
- شهر فبراير من عام 1979 في مباراة تحديد بطل الدوري الأردني التي جمعت ناديّ الرمثا والأهلي وانتهت بفوز الأهلي 2-1 فاق عدد الحضور 25 ألف متفرج.[44]
- عام 1980 وفي إطار بطولة الدوري وفي مباراة ناديّ الوحدات والجزيرة تجاوز عدد الحضور 25 ألف متفرج.[45]
- شهد الإستاد عام 1985 خلال التصفيات المؤهلة إلى كأس العالم لكرة القدم 1986 في مباراة منتخبيّ الأردن وقطر حضور أكثر من عشرين ألف متفرج.[46]
- خلال منافسات كرة القدم في دورة الألعاب العربية التي استضافها الأردن عام 1999 وخلال المباراة النهائية التي جمعت منتخبيّ الأردن والعراق بلغ عدد الحضور نحو 40 ألف متفرج ضاقت بهم مدرجات الإستاد،[47] وكذلك وفي ذات المنافسات فقد تجاوز عدد الحضور في أغلب المباريات التي يكون فيها المنتخب الأردني طرفاً حاجز عشرون ألف متفرج.[48]
- نهائي بطولة دوري أبطال العرب عام 2007 والتي جمعت ناديّ الفيصلي ونادي وفاق سطيف الجزائري بلغ عدد الحضور خمسة وعشرون ألف متفرج.[49]
- القداس الذي أقامه البابا فرنسيس في شهر مايو عام 2014 قدرت المصادر الرسمية في الأردن عدد الحضور بنحو ثلاثين ألفاً.[50]

## الموقع والتضاريس
يُعتبر ستاد عمّان الدولي من أبرز معالم العاصمة الأردنية عمان، يقع الإستاد ضمن مدينة الحسين الرياضية، في حي المدينة الرياضية في منطقة العبدلي، غرب العاصمة عمان، وتعتبر المنطقة التي يتواجد عليها الإستاد من أكثر المناطق الحيوية في عمّان وتضم العديد من المرافق الهامة وعدد من الوزارات والدوائر والمؤسسات الحكومية، وتنعُم المنطقة بشبكة طرق جيدة جداً لكنها تعاني من الاختناقات المرورية في بعض الأوقات، يبلغ ارتفاع الإستاد حوالي 950 متر عن مستوى سطح البحر، ومعدل هطول الأمطار في المنطقة التي تضم الإستاد حوالي 480 مليمتر سنوياً، وأسوة بمدينة عمّان يسود مناخ البحر المتوسط منطقة المدينة الرياضية معتدل الحرارة صيفاً وشديد البرودة في الشتاء.

## نظام الدخول وبيع التذاكر
يتم الدخول لحضور المباريات في الإستاد من خلال شراء التذاكر من محطات البيع المخصصة المنتشرة في محيط المدينة الرياضية، ويتراوح سعر التذكرة ما بين ديناران إلى خمسة دنانير، أما تذاكر المنصة vip يتم شراؤها مباشرة من الاتحاد الأردني وتتراوح قيمة تذكرة المنصة ما بين 20-100 دينار، في المباريات الجماهيرية التي يكون أحد طرفيها المنتخب الأردني أو أندية الوحدات الفيصلي والرمثا، الأندية صاحبة القاعدة الجماهيرية الأكبر في الأردن، يتم إجراء ترتيبات مسبقة تتضمن موقع كل جمهور في مدرجات الإستاد.
خلال العام الحالي 2016 سيتم تطبيق نظام بيع التذاكر إلكترونياً، بعد تجهيز بوابات إلكترونية على بوابات الدخول للإستاد، وسيوفر هذا النظام كذلك شراء التذاكر من خلال عدة تطبيقات ذكية من خلال الإنترنت.

## أحداث شغب
ساهمت الإجراءات الإدارية والأمنية المتخذة، قبل وأثناء وبعد المباريات في الحد من ظاهرة شغب الملاعب في الإستاد، ومن هذه الإجراءات، تأمين المباريات بعدد كافي من رجال الدرك، ترتيبات ما قبل المباريات وخصوصاً الجماهيرية والتي تتضمن تحديد مواقع جماهير الفرق المتبارية، تفتيش الجماهير لضمان عدم دخول الآلات الحادة، تركيب كاميرات مراقبة لمراقبة المدرجات والتي تم العمل بها اعتباراً من العام 2007، وفرض عقوبات مالية على الأندية التي يتسبب جماهيرها بأحداث شغب وغيرها من الإجراءات. ورغم هذه الإجراءات فقد حصلت عدة أحداث شغب، تُعد ظاهرة التلفظ بعبارات غير رياضية من قبل بعض المشجعين، وإلقاء بعض المواد على مضمار الملعب الظاهرتين الأكثر تكراراً في الإستاد خصوصاً وملاعب كرة القدم الأردنية عموماً، إضافة لحصول بعض الاحتكاكات في محيط المدينة الرياضية، والاعتداء على الممتلكات العامة والخاصة وإغلاق الطرقات، وتلك المظاهر نادراً ما تحدث.